# Titularbistum Monteverde
Monteverde (italienisch diocesi di Monteverde, lateinisch Dioecesis Montis Viridis) ist ein Titularbistum der römisch-katholischen Kirche.
Es geht zurück auf ein früheres Bistum des gleichnamigen italienischen Orts Monteverde in der Region Kampanien, das vom 11. bis zum 16. Jahrhundert bestand. Es war ein Suffraganbistum des ehemaligen Erzbistums Conza.
| Titularbischöfe von Monteverde |                                                 |                                                   |                   |                  |
| Nr.                            | Name                                            | Amt                                               | von               | bis              |
| 1                              | Josef Schoiswohl Titularerzbischof pro hac vice | emeritierter Bischof von Graz-Seckau (Österreich) | 10. Juni 1969     | 26. Februar 1991 |
| 2                              | John Joseph Glynn                               | Weihbischof im Militärordinariat der USA          | 10. Dezember 1991 | 23. August 2004  |
| 3                              | Luigi Padovese OFMCap                           | Apostolischer Vikar von Anatolien (Türkei)        | 11. Oktober 2004  | 3. Juni 2010     |
| 4                              | Luciano Russo Titularerzbischof pro hac vice    | Apostolischer Nuntius                             | 27. Januar 2012   |                  |